# Acido aconitico
L'acido aconitico è un acido organico. I due isomeri sono l'acido cis-aconitico e l'acido trans-aconitico. La base coniugata dell'acido cis-aconitico, il cis-aconitato, è un intermedio nella isomerizzazione del citrato a isocitrato nel ciclo degli acidi tricarbossilici, reazione catalizzata dall'enzima aconitasi.